# 孙文雁
孙文雁（1989年12月27日—），湖南长沙人，中國女子花样游泳運動員。

## 簡歷
2010年，孙文雁與隊友參加廣州亞運會花樣游泳比賽的集體及自由組合比賽，奪得兩面金牌。
2012年，孙文雁代表中国出戰英國倫敦舉行的奥林匹克运动会水上芭蕾比賽團體項目賽事。
2014年9月，孙文雁與隊友參加韓國仁川舉行的2014年亞洲運動會韻律泳比賽。她先與黄雪辰合作，以总成绩185.1851分贏得双人項目金牌（演绎曲目《梁祝》），其後又與其他隊友合作，在集体项目及自由組合項目奪得兩面金牌。
2015年7至8月，孙文雁出戰俄羅斯喀山舉辦的世界游泳錦標賽韻律泳比賽。她在第一天進行的單人技術自選項目決賽中以《逆行》為演绎曲目，最終以91.5479分（完成分27.8000分，艺术印象分27.5000分，必做动作36.2479分）获得一面铜牌。在雙人項目上，孙文雁與黄雪辰合作，先後在双人技术自选項目（演绎曲目《CS战》）和双人自由自选項目（演绎曲目《国王的统治》）贏得兩面銀牌。在集體項目方面，她與隊友先後在集體技術自選、集體自由自選及自由組合項目，奪得三面銀牌。
在2016年里约奥运会花样游泳双人项目上，她与黄雪辰以192.3688分获得银牌，并创造中国队在该项目的奥运会最佳成绩。